# Epilobium semiamplexicaule
Epilobium semiamplexicaule är en dunörtsväxtart som beskrevs av Harsh Jeet Chowdhery och S. Singh. Epilobium semiamplexicaule ingår i släktet dunörter, och familjen dunörtsväxter. Inga underarter finns listade i Catalogue of Life.